# Chopardiana
Chopardiana is een geslacht van vlinders van de familie uilen (Noctuidae), uit de onderfamilie Cuculliinae.

## Soorten
- C. cadoreli Viette, 1968
- C. duberneti Viette, 1968
- C. zebrina Viette, 1957